# Wochenstube

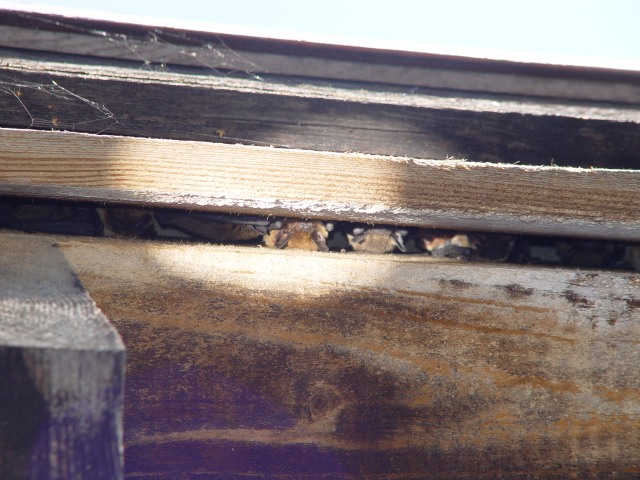
Wochenstube der Zwergfledermaus

Als Wochenstube wird in der Zoologie das Quartier bezeichnet, in dem sich die trächtigen Weibchen der Fledermäuse zusammenfinden und in denen sie ihre Jungtiere zur Welt bringen.

## Fortpflanzung der Fledermäuse
Die meisten Arten der Fledermäuse bringen nur einmal im Jahr ein einzelnes Jungtier zur Welt. Die Paarung findet dabei häufig in den Winterquartieren statt, wobei sich die brünstigen Männchen die Weibchen unter den meist in Gruppen hängenden Tieren aussuchen. Sie umklammern diese mit den Flügeln und beißen sie in den Nacken, um sie zu wecken. Sobald das Weibchen leicht erwacht ist, wird es vom Männchen begattet. Nach dem Geschlechtsakt suchen sich beide Tiere wieder einen Schlafplatz. Im Laufe des Winterschlafes kann ein Weibchen auf diese Weise mehrfach von verschiedenen Männchen begattet werden.
Die Befruchtung der Eizelle erfolgt nicht direkt im Anschluss an die Paarung, sondern erst nach Beendigung des Winterschlafes. So wird verhindert, dass das Weibchen durch die Schwangerschaft zu viel Energie verliert und die Jungtiere in der kalten Jahreszeit geboren werden. Der Samen der Männchen kann mehrere Monate im Fortpflanzungstrakt der Weibchen aufbewahrt werden, erst bei günstiger Witterung beginnt der Fötus in der Gebärmutter zu wachsen. Die Tragzeit kann zwischen 40 und 70 Tagen variieren.

## Die Wochenstube

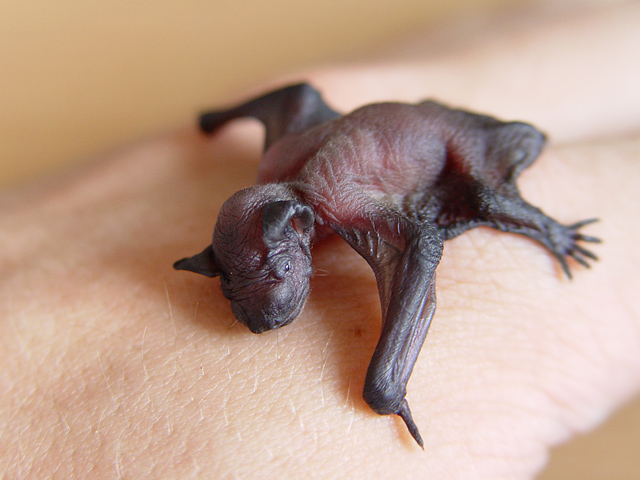
Neugeborene Zwergfledermaus

Die trächtigen Weibchen finden sich im Sommer zu Wochenstuben zusammen, in denen die Jungtiere geboren und gemeinsam aufgezogen werden. Diese Wochenstuben umfassen je nach Art meistens 20 bis 50 Muttertiere, können jedoch auch bis zu 1.000 Tiere umfassen. Anders als die Männchen, die in den Sommerquartieren tagsüber schlafen, fallen die Weibchen nicht in eine Tageslethargie, da sich dadurch die Entwicklung des Fötus verzögert. Die Geburten erfolgen in der Regel am Tag und direkt nach der Geburt klettern die Jungtiere an der Mutter empor und saugen sich an einer Zitze fest.
Zum abendlichen Jagdflug verbleiben die Jungtiere in der Wochenstube. Die Mütter lassen sie im Quartier zurück, wo sie gemeinsam mit anderen verlassenen Jungtieren in größeren Gruppen beieinander hängen und Trauben bilden. Auf diese Weise wärmen sich die Jungtiere gegenseitig (soziale Thermoregulation). Nach dem Jagdflug erkennt jede Mutter ihr Junges anhand von Stimmfühlungslauten und dem Geruch und setzt es an ihren Zitzen zum Säugen an.
Die Entwicklung der Jungtiere erfolgt rasch, bereits im Alter von drei bis vier Wochen sind die Jungtiere flugfähig und nach fünf bis sechs Wochen werden sie von der Mutter entwöhnt. Ab Ende August werden die Jungen von ihren Müttern verlassen und finden sich kurze Zeit später selbständig in den Winterquartieren ein.